# Латвійська академія музики
Латві́йська акаде́мія му́зики і́мені Я́зепса Ві́толса (латис. Jāzepa Vītola Latvijas Mūzikas akadēmija) — вищий навчальний заклад музичного профілю у м. Ризі.
Заснована в 1919 році, як Латвійська консерваторія, її засновником і першим очільником був Язепс Вітолс. Пізніше консерваторію очолювали Алфредс Калниньш (1944–1948), Екабс Медіньш (1948–1950), Яніс Озоліньш (1951–1977), Імантс Кокарс (1977–1990), Юріс Карлсонс (1990–2007).
В 1991 році консерваторія одержала сучасну назву. Зараз в академії навчається близько 500 студентів, окрім того, заклад щорічно проводить музичні конкурси імені Язепса Вітолса.

## Ректори
- 1919–1935 — Язепс Вітолс
- 1935–1937 — Пауль Йозуус
- 1944–1948 — Алфредс Калниньш
- 1948–1950 — Екабс Медіньш
- 1951–1977 — Яніс Озоліньш
- 1977–1990 — Імантс Кокарс
- 1990–2007 — Юріс Карлсонс
- 2007–2017  — Артіс Сіманіс
- 2017–2024  — Гунтарс Праніс
- З 2024 року — Ілона Мейя (в.о.)

## Відомі випускники
Серед випускників академії — Раймонд Паулс, Ілзе Ґраубіня, Байба Індриксоне, Арніс Ліцитіс та інші.